# 神の左手悪魔の右手
『神の左手悪魔の右手』（かみのひだりてあくまのみぎて）は、楳図かずおのホラー漫画。『ビッグコミックスピリッツ』（小学館）に1986年から1989年に連載されたほか、特別短編「おふだ」がある。
2006年に実写映画化された。

## 概要
恐怖漫画の第一人者が描く、純粋ホラー・エンターテインメント。

## 登場人物
山の辺想（やまのべ そう）
主人公。夢と現実がリンクするという、不思議な力を持っている小学生。よく悪夢を見てはその話をするので、クラスメートや姉からは弱虫でホラ吹きという印象をもたれているが、実際には、恐怖や困難に立ち向かう勇気・行動力を秘めている。
その他、夢を介してサイコメトリーや遠隔視などが発現するが、自在に操ることはできず、どちらかといえば巻き込まれる形で力は暴発する。
ヌーメラウーメラ
「想の正体」にして「この世の元」を自称する神霊的な存在。あの世のものを攻撃して滅する「悪魔の右手」と、傷ついたものを癒やして救う「神の左手」を持つ。作中では圧倒的な力を持ち、死者をも蘇らせることができる。想は夢の中でヌーメラウーメラへと化身するが、記憶も共有しており事件の顛末も理解している。
山の辺泉（やまのべ いずみ）
想の姉。霊的な力は持たないが、事件の渦中に巻き込まれることが多い。
想の夢の話は信じていないが、姉弟仲は良好である。「影亡者」の事件では、動けなくなった想に代わり奔走する。

## エピソード
本編は五つの独立したエピソードから成っている。各話の繋がりは薄いが、徐々にヌーメラウーメラの詳細が描かれていく。
HORROR/1「錆びたハサミ」（原作の錆の字は、金へんに靑）
呪いがかかった錆びたハサミを拾ったことから始まる、想の姉を襲うスプラッター恐怖劇場。病院や周辺地域を舞台とする都市伝説的なストーリー。悪夢の世界から襲い来る殺人鬼の正体を追う想。夢と現実の狭間から解き放たれてしまった殺人鬼を倒し、傷ついた人々を救うため、ヌーメラウーメラが顕現する。
HORROR/2「消えた消しゴム」
『人は死ぬとその正体を現す』そんな噂に対する好奇心から、殺してしまったはずのみどり先生。だが彼女は次の日、平然と学校に出てくる。しかし、殺害に加担した生徒は、ひとり、ひとり消されていき、最後に想が残ることに。想は恐怖に怯えながら、消しゴムで作った「僕の悪魔」を胸に逃げ回るが…。
HORROR/3「女王蜘蛛の舌」
避暑地に住む蜘蛛女が、医師である高品を夫にしようと追い回す。事態に巻き込まれた想は、高品を守るため、能力を駆使しながら奮闘する。楳図が大嫌いという蜘蛛だが、追手として放たれた大群の蜘蛛が車にひかれたり、鳥についばまれたりする痛ましいシーンも。
HORROR/4「黒い絵本」
病身の少女を育てる優しい父親は、実は殺人鬼だった。少女のために殺人絵本を書くため、そのストーリーを忠実に実践していたのだ。少女モモと夢でリンクした想は、夢遊状態のまま彼女の元へ向かうが、父親の狂気はその正体を知ったモモへ向けられる。
HORROR/5「影亡者」
他人の守護霊を食い尽くす強力で邪悪な背後霊「影亡者」に憑かれた少女は、周囲の人間を破滅させながら芸能界にデビューする。一方、少女から弾き出された守護霊「三郎太」が想と融合してしまう。このままでは想の存在が消えてしまうため、泉と三郎太は影亡者に戦いを挑むが……。
「おふだ」
想は出てこない。4ページのスプラッターもの。

## 評価
荒木飛呂彦が、かつて注目する作品として本作品を挙げた。

## 映画
2006年7月22日公開。タイトルは『神の左手 悪魔の右手』。元は那須博之が監督を担当したが、監督の急死により金子修介に引き継がれた。『黒い絵本』をベースに書かれた物語だが、主人公はソウ（小林翼）ではなく、姉のイズミ（渋谷飛鳥）。楳図かずお本人も1シーンで出演している。R15+に指定されている。

### 登場人物・キャスト
山辺 イズミ（やまのべ イズミ）
演 - 渋谷飛鳥
ソウの姉。高校生。
弟の力を唯一知る存在で、弟を助ける為に力を尽くそうとする。
山辺 ソウ（やまのべ ソウ）
演 - 小林翼
イズミの弟。小学生。
人間の悪意を夢で予知する力を持つが、姉のイズミ以外には信じてもらえない。姉との姉弟関係は至って良好。
物語序盤では予知夢の影響で首に瀕死の重傷を負い、病院へ搬送されるが、姉やモモを助ける為に立ち向かう。
久保田 光一郎（くぼた こういちろう）
演 - 田口トモロヲ
山奥の屋敷で娘のモモと2人暮らしをしている。病弱な娘の為に黒い絵本を描いているが、その内容の殆どは主人公の女の子が無惨に死んでいく残酷な内容の絵本である。
普段は近所のコンビニでアルバイトをしているが、客足が少ないため、絵本を描いていることが多い。その帰り際には娘への土産にヨシコの実家である行きつけのケーキ屋でケーキを買っていく。
その正体は、自分が描く絵本を再現するため、次々と女の子たちを惨殺してきた殺人鬼だった。
モモ
演 - 清水萌々子
光一郎の娘。7歳。足の病を患い、家で寝たきりの孤独な日々を送るが、父の描く黒い絵本が唯一の楽しみだった。しかし、あるきっかけで父の正体に気付いてしまう。
谷 ヨシコ（たに ヨシコ）
演 - 前田愛
児童養護施設「エンジェルハウス」で働いている。一連の少女失踪事件で行方不明になった少女・アユを探していた時にイズミと出会い、事情を聞いて彼女に協力する。しかし光一郎の正体を知り、釘打機で頭部を打たれ死亡する。
実家はケーキ屋で、以前から常連客である光一郎のことは知っていた。
橋本 アユ（はしもと アユ）
演 - 紗綾
物語序盤で登場した少女で、ヨシコの知人。捨てられた人形を拾うが、鉤爪で首を貫かれ死亡する。
キエ
演 - かでなれおん
ヨウコとのハイキング中、道に迷ってしまい、偶然見つけたとある洋館に入り込み、そこに並べられたケーキを食べるが、目の前でヨウコの殺害現場を目撃し、自身も斧で首を斬られ死亡する。
ヨウコ
演 - 今井春奈
キエの後輩。ハイキング中、偶然見つけた洋館で並べられたケーキを食べるが、斧で首を斬られ死亡する。
山辺 ゴロウ（やまのべ ゴロウ）
演 - 菅原大吉
イズミとソウの父親。
山辺 カオル（やまのべ カオル）
演 - 山本奈津子
イズミとソウの母親。
柴沼 清美（しばぬま きよみ）
演 - 松金よね子
児童養護施設「エンジェルハウス」の園長。
谷 ミワコ（たに ミワコ）
演 - 根岸季衣
ヨシコの母親。ケーキ屋を経営しており、常連客である光一郎とは顔見知り。
古川（ふるかわ）
演 - 小木茂光
刑事。

### スタッフ
- 監督：金子修介
- 脚本：松枝佳紀
- 撮影：高間賢治
- 編集：矢船陽介
- 音楽：Wataru Hokoyama（鋒山亘）
- 美術：及川一
- 特殊メイク：藤原鶴声
- 視覚効果：松本肇
- デジタルエフェクト：日本エフェクトセンター
- 技斗：深作覚
- 現像：東京現像所
- 宣伝協力：オスカープロモーション
- スタジオ：日活撮影所
- 配給：ショウゲート
- プロデュース：平田樹彦、成田尚哉、吉原勲
- 製作者：泉栄次、関雅彦、森重晃
- 製作協力：パノラマ・コミュニケーションズ、アルチンボルド
- 製作：「神の左手悪魔の右手」製作委員会（ショウゲート、松竹、衛星劇場）
- 上映時間：95分

## 参考資料
- 『単行本未収録作品集・妄想の花園 ホラーの花園』（楳図かずお、小学館）:小学館文庫版未収録の「おふだ」を収録している。
- 『完全保存版・楳図かずお大解剖』（三栄書房サンエイムック）:同じく「おふだ」を収録。
- 『恐怖への招待』（楳図かずお、河出書房新社）
- 『ウメカニズム 楳図かずお大解剖』（小学館）
- 雑誌『ユリイカ 詩と批評』2004年7月号